# Quentin Lee
Quentin Lee (en xinès tradicional i simplificat: 李孟熙; en pinyin: Lǐmèngxī; Hong Kong, 1971) és un guionista i director de cinema gai canadenc d'origen xinès.
Les seves obres més notables són Ethan Mao (2004), Drift (2000) i Flow (1996). Lee també va co-dirigir Shopping For fangs (1997) amb Justin Lin.
Les pel·lícules de Lee contenen personatges masculins asiàtics que són gais, un grup de persones que no es veuen normalment a Hollywood.
Va néixer a Hong Kong i va emigrar a Mont-real (Quebec) quan tenia 16 anys. Va estudiar a les universitats UC Berkeley, Universitat Yale i UCLA. Es va llicenciar en Filologia anglesa, i en direcció de cinema.
El 2007 Lee va treballar en un film documental, 0506HK, que commemorava el desè aniversari del retorn de Hong Kong a la Xina.